# Лебеда сереющая
Лебеда сереющая (лат. Atriplex canescens) — кустарник, вид рода Лебеда (Atriplex) семейства амарантовых (Amaranthaceae), произрастающий на Западе и Среднем Западе США.

## Ботаническое описание

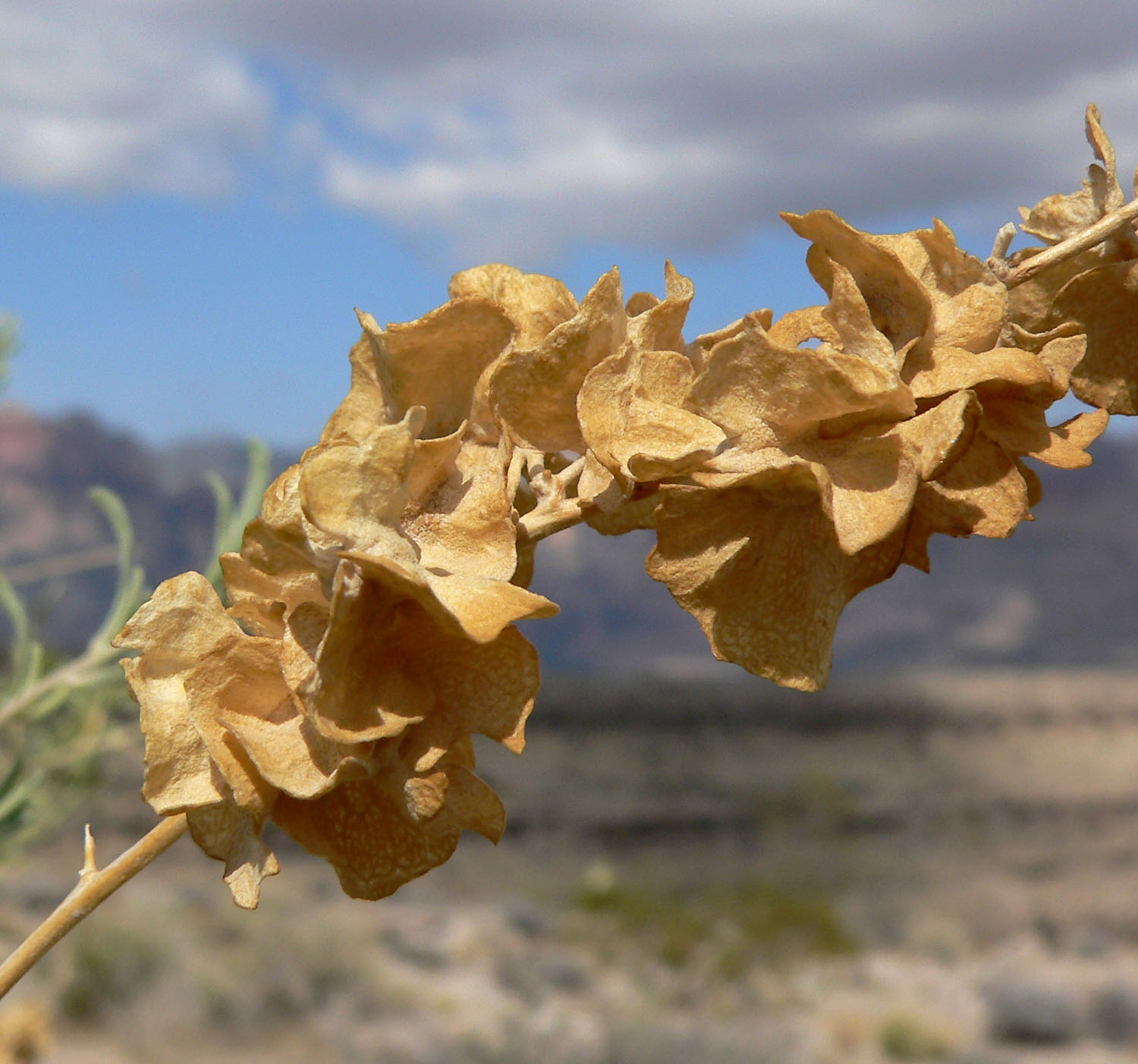
Сухие семена на стебле (Невада).

Лебеда сереющая — полувечнозелёный кустарник около 1 м высотой, может достигать 2,5 м. Цветёт с апреля по октябрь. Летние цветы малозаметные, но гроздья золотисто-коричневых четырёхкрылых плодов, которые встречаются только на женских растениях, очень эффектны. Ветви и маленькие узкие листья этого кустарника, похожего по форме на насыпь, покрыты густым серебристым опушением. Это чрезвычайно вариабельное растение: оно может быть компактным, округлой формы; раскидистым и низким; от разветвлённого до древовидного.
Есть много разновидностей. Известно, что это растение гибридизуется по крайней мере с дюжиной других видов лебеды и продолжают появляться новые формы и разновидности.

## Распространение и местообитание
Лебеда сереющая произрастает на Западе и Среднем Западе от Северной Дакоты на юг до Техаса (США) и в Альберте (Канада)
Лебеда сереющая чаще всего встречается в районах ранней сукцессии, таких как нарушенные участки и активные песчаные дюны. Вид также встречается в более зрелых сукцессий с преобладанием полыни Artemisia tridentata и лебеды Atriplex confertifolia.

## Использование
Коренной народ зуни использовал настой из сушёных корней и цветков или припарка из цветков от укусов муравьев. Ветки лебеды также прикрепляли к молитвенным перьям и приносили в жертву кролику, чтобы обеспечить хорошую охоту. Коренные американские индейцы хопи использовали золу лебеды сереющей для особого щелочного обеззараживания кукурузы (первый шаг в процессе приготовления лепёшек и пинолей, с помощью которого удаляют околоплодник индийской кукурузы перед обжигом и измельчением) вместо гашеной извести. Этот вид лебеды применяется археологами как маркёр для обнаружения древних руин поселений Пуэбло, так как сожжённые кусты этой лебеды использовались индейцами для получения щелочной золы на всей территории Юго-Запада США.